# سامانثا هارفي (مؤلفة)
سامانثا هارفي (مواليد 1975 في كنت) هي كاتبة روائية إنجليزية مؤلفة العديد من الروايات التي رُشحت لجوائز أدبية مختلفة وفازت بها، بما في ذلك جائزة بوكر لعام 2024 عن روايتها «Orbital».

## روابط خارجية
- الموقع الرسمي